# Бабурова Ірина Володимирівна
Іри́на Володи́мирівна Бабу́рова (10 квітня 1986) — українська спортсменка-пауерліфтер, майстер спорту міжнародного класу, проживає в місті Коломия.

## Спортивні здобутки
- чемпіонка Європи 2008 року серед юніорів,
- 2011 — срібна нагорода Чемпіонату України, вагова категорія до 52 кг.